# Rezerwat przyrody Cisy w Nowej Wsi
Cisy w Nowej Wsi – florystyczny rezerwat przyrody znajdujący się w miejscowości Nowa Wieś w gminie Dukla, w powiecie krośnieńskim, w województwie podkarpackim. Jest położony na południowo-zachodnim stoku góry Cergowej na wysokości 430–470 metrów n.p.m., na gruntach prywatnych. Naturalne stanowisko cisa pospolitego (około 45 okazów), głównie w formie drzewiastej.
- numer według rejestru wojewódzkiego – 11
- powierzchnia według aktu powołującego – 2,38 ha[2][3] (akt powołujący podawał 2,18 ha)
- dokument powołujący – M.P. 1957.22.163
- rodzaj rezerwatu – florystyczny[2][3]

- typ rezerwatu – florystyczny

- podtyp rezerwatu – krzewów i drzew

- typ ekosystemu – leśny i borowy

- podtyp ekosystemu – lasów górskich i podgórskich

- przedmiot ochrony – naturalne stanowisko cisa pospolitego Taxus baccata[2][3]

W runie leśnym występują gatunki typowe dla zespołów buczyny karpackiej, w tym chronione jak np. lilia złotogłów, pokrzyk wilcza jagoda czy wawrzynek wilczełyko.
W pobliżu znajduje się Rezerwat Tysiąclecia na Cergowej Górze.